# Trychosis similis
Trychosis similis là một loài tò vò trong họ Ichneumonidae.